# María Morena (película)
María Morena es una película dramática española de 1951, dirigida por José María Forqué y Pedro Lazaga. La película se desarrolla en el entorno de la Andalucía rural pero rodada en Castellet y Gornal (provincia de Barcelona), a mediados del siglo XIX. El asesinato de una mujer en Nochebuena desata la ira de los vecinos que matan, como culpable, a un inocente. Participó en el Festival de Cannes de 1952.

## Reparto
- Paquita Rico - María Morena
- José María Mompín - Fernando (como José Mª Mompin)
- Rafael Luis Calvo - Cristóbal
- Félix de Pomés - Juan Montoya
- Alfonso Muñoz - Don Chirle
- Consuelo de Nieva - María Pastora
- Purita Alonso
- Julio Riscal - Relámpago
- Francisco Rabal - El Sevillano
- Luis Induni - Romero
- Carlos Ronda - Sargento
- Modesto Cid - Primer anciano en taberna
- Ana Rodríguez
- José Marco
- Enriquito

Como figurantes, aparecen en la película Lolita Sevilla, Enrique Montoya y Vicente Parra.